# Mamadu Turé Kuruma
Mamadu Turé Kuruma (* 26. April 1947) ist ein ehemaliger General und Politiker aus Guinea-Bissau, der unter anderem 2012 als Vorsitzender einer Militärkommandantur de facto Präsident von Guinea-Bissau war.

## Leben
Kuruma führte am 12. April 2012 einen Militärputsch gegen Raimundo Pereira, der nach dem Tode von Malam Bacai Sanhá am 9. Januar 2012 kommissarisch das Amt des Präsidenten von Guinea-Bissau übernommen hatte. Am 14. April 2012 wurde er Vorsitzender der Militärkommandantur und damit faktisch selbst Präsident. Der für den 29. April 2012 vorgesehene zweite Gang der Präsidentschaftswahl wurde daraufhin angesagt, nachdem der bis dahin führende Bewerber der regierenden Partido Africano da Independência da Guiné e Cabo Verde (PAIGC), Carlos Gomes Júnior, ebenso wie Malam Bacai Sanhá festgenommen wurde. Der von der Militärkommandantur am 19. April 2012 vorgesehene neue Übergangspräsident Manuel Serifo Nhamadjo lehnte die Annahme des Amtes am 20. April 2012 ab, nachdem die Afrikanische Union und die Westafrikanische Wirtschaftsgemeinschaft (ECOWAS) die Vereinbarung als Versuch einer Legitimierung des Putsches ablehnten und Nhamadjo die Anerkennung verweigerten.
Nach einer Einigung der Militärkommandantur und der ECOWAS übernahm Nhamadjo allerdings doch am 11. Mai 2012 das Amt des Übergangspräsidenten und ernannte aufgrund der Einigung am 16. Mai 2012 den früheren Finanzminister und Mitarbeiter der ECOWAS Rui Duarte de Barros zum kommissarischen Premierminister. Dieser übernahm am 17. Mai 2012 sein Amt und stellte am 22. Mai 2012 eine Regierung vor, der Faustino Imbali als Außenminister, Celestino de Carvalho als Verteidigungsminister, António Suka Ntchama als Innenminister und Abubacar Demba Dahaba als Finanzminister angehörten.